# هيرمان مارتنز
هيرمان مارتنز (بالألمانية: Hermann Martens) مواليد 1877 - وفيات 1916، كان دراج ألماني. سبق أن شارك في دورة الألعاب الأولمبية الصيفية وفاز بميدالية أولمبية.

## الميداليات
| الميدالية | المسابقة                       |
| --------- | ------------------------------ |
| فضية      | الألعاب الأولمبية الصيفية 1908 |

## روابط خارجية
- هيرمان مارتنز على موقع أرشيف الدراجات (الإنجليزية)
- هيرمان مارتنز على موقع أوليمبيديا (الإنجليزية)
- profile